# Aegialia comis
Aegialia comis är en skalbaggsart som beskrevs av Lewis 1895. Aegialia comis ingår i släktet Aegialia och familjen Aegialiidae. Inga underarter finns listade i Catalogue of Life.